# Gimnastyka sportowa na Letnich Igrzyskach Olimpijskich 1984 – skok mężczyzn
Skok mężczyzn na Letnich Igrzyskach Olimpijskich 1984 – jedna z konkurencji gimnastyki sportowej rozgrywana podczas igrzysk 29 lipca – 4 sierpnia 1984 w Edwin W. Pauley Pavilion w Los Angeles. Mistrzem olimpijskim został Chińczyk Lou Yun. Po raz pierwszy w historii igrzysk olimpijskich przyznano cztery medale jednego koloru w jednej dyscyplinie sportowej.

## Wyniki

### Kwalifikacje
71 zawodników rywalizowało w obowiązkowych i dowolnych skokach podczas wieloboju indywidualnego 29 i 31 lipca.

### Finał
Ośmiu gimnastyków z najlepszymi wynikami zakwalifikowało się do finału ćwiczeń wolnych 5 sierpnia, gdzie rywalizowali o medale w tej konkurencji.
| Poz. | Zawodnik         | Reprezentacja            | Kwalifikacje | Kwalifikacje | Kwalifikacje | Finał  | Finał | Finał  |
| Poz. | Zawodnik         | Reprezentacja            | Obowiązkowe  | Dowolne      | Wynik        | ½Q     | Finał | Wynik  |
| ---- | ---------------- | ------------------------ | ------------ | ------------ | ------------ | ------ | ----- | ------ |
| 01 ! | Lou Yun          | Chińska Republika Ludowa | 10,00        | 10,00        | 20,00        | 10,000 | 9,950 | 19,950 |
| 02 ! | Mitch Gaylord    | Stany Zjednoczone        | 9,95         | 9,90         | 19,85        | 9,925  | 9,900 | 19,825 |
| 02 ! | Kōji Gushiken    | Japonia                  | 9,85         | 9,90         | 19,75        | 9,875  | 9,950 | 19,825 |
| 02 ! | Li Ning          | Chińska Republika Ludowa | 10,00        | 9,75         | 19,75        | 9,875  | 9,950 | 19,825 |
| 02 ! | Shinji Morisue   | Japonia                  | 9,95         | 9,75         | 19,70        | 9,850  | 9,975 | 19,825 |
| 6    | Jim Hartung      | Stany Zjednoczone        | 9,90         | 9,90         | 19,80        | 9,900  | 9,900 | 19,800 |
| 7    | Warren Long      | Kanada                   | 9,85         | 9,85         | 19,70        | 9,850  | 9,850 | 19,700 |
| 8    | Daniel Wunderlin | Szwajcaria               | 9,90         | 9,80         | 19,70        | 9,850  | 9,775 | 19,625 |